# هذباء علي الغويلي
هذباء علي الغويلي، هي، كاتبة تونسية ولدت في 13 يونيو 1972
حاصلة على الأستاذية في اللغة والآداب العربية من كلية الاداب والعلوم الانسانية القيروان وحصلت أيضا على الماجستير المهني في التنمية البشريّة. تعمل مدرسة لغة عربية ومدرّبة معتمدة من المركز العالمي الكندي، حاصلة على دبلوم التربية الخاصة وهي أيضًا روائية وكاتبة قصص أطفال، وهي أيضا في طور دراسة شهادة التبريز السنة الثانية من كلية الآداب والعلوم الإنسانية في تونس.
لها مقالات تربوية في صحف ومجلات تونسيّة وعربيّة، وقصص قصيرة بالمجلات العربية.

## أعمالها الروائية
- "امرأة بلا شهوة" نشرت سنة 2014، تتناول قضايا الهوية والنوع الاجتماعي. تركز الرواية على تجربة امرأة تعيش في مجتمع تقليدي، حيث يفرض عليها العديد من القيم والتوقعات الاجتماعية. تعاني الشخصية الرئيسية من صراع داخلي بين تطلعاتها الشخصية والضغوط الثقافية والاجتماعية التي تحيط بها.

تتناول الرواية مواضيع مثل الحرية الفردية، والتمييز الجنسي، والتحرر من القيود الاجتماعية. يتم تصوير الشخصية الرئيسية في رحلة بحثها عن الهوية الحقيقية، وكيف تتعامل مع التوترات بين الذات والمجتمع.
- "هي والشيطان" ونشرت سنة 2015

"شذى" لم يعكّر صفاءها، ولم يستطع الدنو منها أي شيطان، بعدما سمعت عن هذا الشيطان البشري (الرجل) الكثير، فقرّرت بقلب طاهر وأنغام حزينة وروح جريحة، الاعتصام والوحدة، تأخذها أنغامها الحزينة إلى عالم ملائكي لا سلطان فيه للشيطان ولا حكم له على رحابه، في الرواية تغوص الروائية في أسرار العلاقة الأزلية بين المرأة والرجل، فترصد من خلال أبطالها واقعاً معاشاً ما يزال (الرجل) ينظر خلاله إلى المرأة كفريسة، وما تزال (المرأة) تنظر إلى ذاتها كضحية
- "قمعستان" (بلاد القمع) وهي مجموعة قصصية نشرت سنة 2017

«قَمعستَان» أو «بلاد القمع» عنوان استثنائي وربما هو رد فعل على المصادرة المتلاحقة لحرية الرأي بين المثقف والسلطة أو المثقف والمؤسسة الرسمية مثلما هو إعادة لصورة المثقف الملتزم الذي يحضر في نص الأديبة هذباء علي الغويلي ليترجم بوضوح مبدأ "الحواريّة الفكريّة" الذي يرومه الإنسان العربي اليوم بدلاً من بقائه لحظة مؤجلة؛ ولكي نقرأ فيه أيضاً تحديًّا لنمطية الكتابة التقليديّة.
- "قلوب تحترق" ونشرت سنة 2018

في روايتها «قلوب تحترق» ترتاد هذباء علي الغويلي مجاهل المجتمع التونسي عبر الاستنطاق المتعدد المنظور لواقع (سياسي – اجتماعي) تداخلت فيه القيم والسلوكيات والمواقف، وانكسرت الأحلام الفردية والجماعية، وضُيق هامش الفكر والحرية، الشيء الذي أفرز لدى الكاتبة حيثاً للتعبير ولاسترسال التخييل الروائي في تمثيل أوجاع المجتمع التونسي قبل وأثناء وبعد الثورة والتقاط مفارقاته، وتصوير أشكال الصراع داخله (سلطة/ مواطن) و(ذكورة/ أنوثة) ومن ثم محاولة فهم مسارات تحول الوعي الفردي والجماعي باتجاه التغيير